# Queche

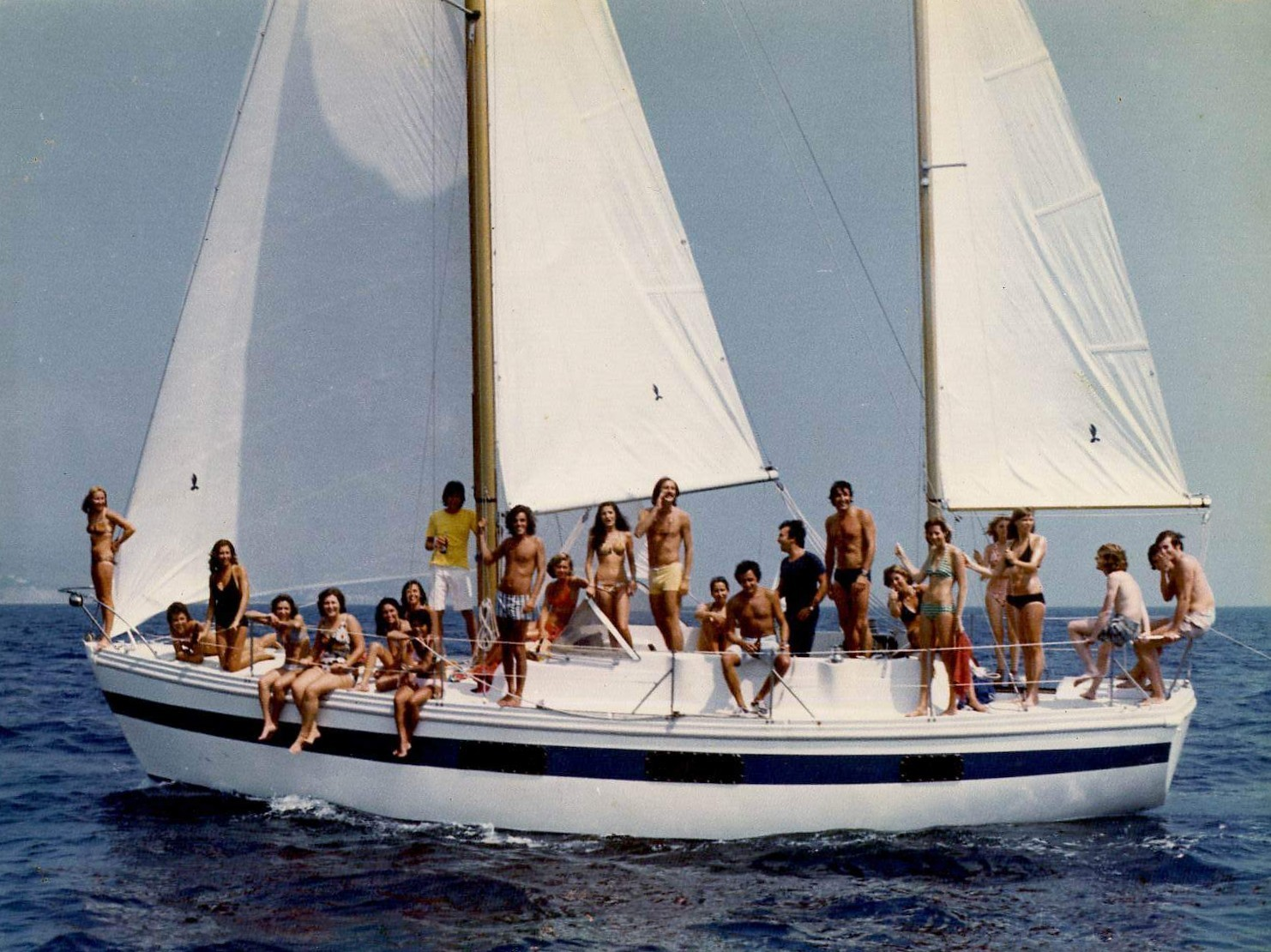
Coronado 35 (queche) navegando «al través» estabilizado por la mesana

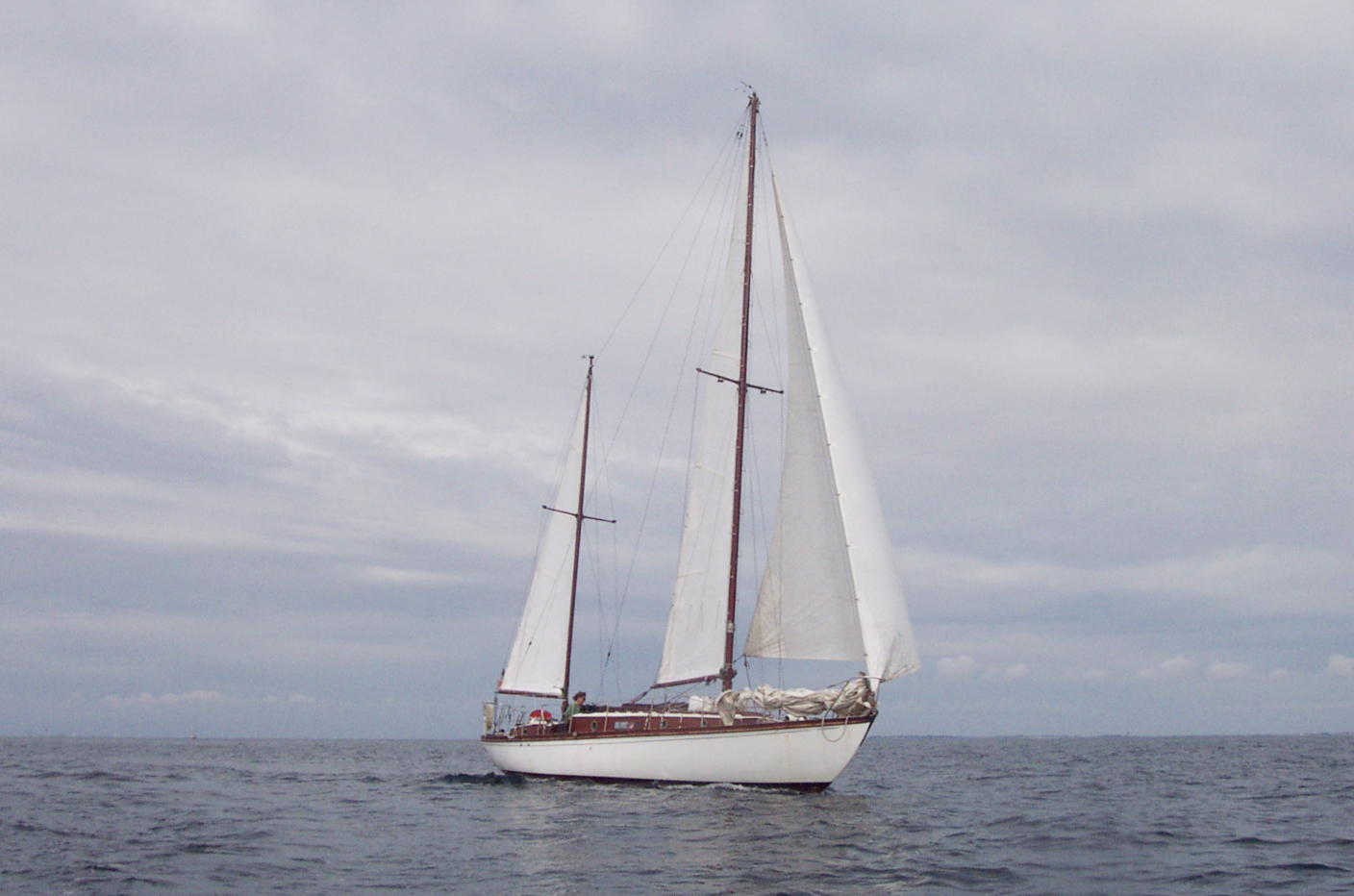
Queche amurado a estribor

Un queche (del inglés, ketch) es un velero con dos mástiles, uno principal y uno menor o de mesana, ubicado detrás del mástil principal, pero no siempre delante del timón. El aparejo está dispuesto paralelo a la quilla en lugar de perpendicular a ella, arbolado con velas triangulares. El mástil principal puede tener adosados de uno a tres foques que se utilizan para navegar contra el viento. En algunos queches grandes y antiguos, el mástil principal puede llevar velas cuadradas adicionales.
La vela más baja del palo mayor se denomina vela mayor, y la que va en el palo de mesana se llama vela de mesana. Pueden existir aparejos paralelos de diferente tipo, en cualquier combinación. 
El queche es popular entre los cruceros de larga distancia usando una vela adicional para lograr un mejor equilibrio, y una vela mayor pequeña más fácilmente manejable de la misma superficie. Esto permite un mejor movimiento del foque de mesana, permitiendo mayor maniobrabilidad sin el uso intensivo del timón. El queche es muy popular en aguas del norte de Europa, donde el aumento repentino de la fuerza del viento requiere a veces un rápido rizo: la vela mayor puede bajarse rápidamente, disminuyendo el velamen y manteniendo un esquema equilibrado con la vela de mesana y el foque. 
Para navegar contra el viento o perpendicularmente a él, un queche puede arbolarse con velas extras, como una spinnaker sobre el palo mayor o el de mesana.

## Plataformas similares

Esquema de un queche.

El aparejo queche se confunde a menudo con una yola. La diferencia es que el queche tiene su palo de mesana por delante del timón; por lo tanto puede tener una mayor superficie vélica, lo que contribuye a una propulsión significativa hacia delante, mientras que en una yola el palo de mesana está a popa del timón y se utiliza principalmente para equilibrar el plano vélico (y como una vela guía cuando se está anclado). Esto es a menudo una cuestión de intención más que una diferencia física.
El aparejo con el palo más corto en la popa o  queche  se puede distinguir fácilmente de otro emparejado con dos palos o goleta. Una goleta tiene el palo de proa más corto. En el caso de que ambos postes sean de aproximadamente el mismo tamaño, el barco con la vela mayor a proa se suele llamar queche, mientras que el barco con la vela mayor a popa es una goleta.